# Alejandro Roces
Alejandro "Anding" Reyes Roces (Manilla, 13 juli 1924 - Makati, 23 mei 2011) was een Filipijns auteur en voormalig minister van Onderwijs. Roces schreef onder andere essays en toneelstukken, maar stond met name bekend om zijn komische korte verhalen, zoals het geroemde My Brother’s Peculiar Chicken. Roces was 1961 tot 1965 minister van Onderwijs in het kabinet van president Diosdado Macapagal. Voor zijn literaire werk won hij vele nationale en internationale prijzen. In 2003 werd Alejandro Roces benoemd tot Nationaal kunstenaar van de Filipijnen.

## Biografie
Roces was een telg uit de Roces-Reyes familie, waaruit meerdere vooraanstaande Filipijnse schrijvers, journalisten en uitgevers voortgekomen zijn. Hij was het derde kind uit een gezin van elf kinderen van Rafael Roces en Inocensia Reyes. Vader Roces is een jongere broer van uitgever Alejandro "Moy" Roces en moeder Inocencia is de zus van de Far Eastern University-oprichter Nicanor Reyes. Alejandro is een neef van Joaquin "Chino" Roces, voormalig uitgever van de The Manila Times.
Na zijn lagere en middelbareschoolopleiding aan de Ateneo de Manilla University, studeerde hij Schone kunsten aan de Arizona State University in de Verenigde Staten. Na het behalen van zijn Bachelor-diploma aldaar, rondde hij aansluitend een Master of Arts-studie af aan de Far Eastern University.
In 1956 werd Roces benoemd tot decaan van het Institute of Arts and Sciences (IAS) van de Far Eastern University. In die hoedanigheid spande hij zich met succes in om de dichter en nationaal kunstenaar van de Filipijnen Jose Garcia Villa terug laten te keren uit diens zelf verkozen ballingschap in New York, om les te gaan geven aan zijn faculteit. In 1962 werd Roces benoemd als minister van onderwijs door toenmalig president Diosdado Macapagal. In zijn drie jaar durende periode als minister was hij onder andere verantwoordelijke voor de terugkeer van de gestolen originele manuscripten van José Rizals Noli Me Tangere en El Filibusterismo. Ook was hij degene die president Macapagal adviseerde om de onafhankelijkheidsviering te verplaatsen van 4 juli, de dag dat het land in 1946 haar onafhankelijkheid verkreeg van de Amerikanen, naar 12 juni, de dag dat Emilio Aguinaldo in 1898 de onafhankelijkheid uitriep. Roces stond bekend als een "wandelende encyclopedie" en door zijn grote feitenkennis was hij ook vaak degene die in die periode buitenlandse staatshoofden en hoogwaardigheidsbekleders rondleidde. Zo begeleidde hij onder andere de Duitse president Heinrich Lübke, de Indonesische president Soekarno, de Japanse kroonprins Akihito en de toenmalige Nederlandse kroonprinses Beatrix.
In de jaren 70 was Roces een van de tegenstanders van het dicatoriale bewind van president Ferdinand Marcos. In 1978 was hij een van de kandidaten die namens Laban, de oppositiepartij van Ninoy Aquino, meededen aan de verkiezingen voor het Batasang Pambansa, het toenmalige Filipijnse parlement.
In 2001 werd Roces door president Gloria Macapagal-Arroyo benoemd tot Voorzitter van het Movie and Television Review and Classification Board (MTRCB). Bovendien was hij lid van de raad van bestuur van het Government Service Insurance System (GSIS). Ook schreef hij in die jaren een column in de Philippine Star onder de naam "Roses and Thorns". In 2003 werd hem de titel Nationaal kunstenaar van de Filipijnen in de categorie literatuur toegekend.
Roces was getrouwd met wijlen Irene Viola en overleed op 86-jarige leeftijd in het Makati Medical Center. Hij zal worden begraven op het Libingan ng mga Bayani, de begraafplaats voor Filipijnse helden.